# کلیسای سنت جورج، لالی‌بلا
کلیسای سنت جورج، لالی‌بلا (امهری: Bete Giyorgis) یکی از یازده کلیسای سنگی در شهر لالی‌بلا، اتیوپی است.
این کلیسا که در قرن ۱۳ میلادی ساخته شده به‌عنوان بخشی از «کلیساهای راک-هیون، لالی‌بلا» در فهرست میراث جهانی یونسکو ثبت شده‌است.